# Большая Убрень
Большая Убрень (мар. Кугу Йывран) — деревня в Медведевском районе Марий Эл Российской Федерации. Входит в состав Люльпанского сельского поселения.
Численность населения — 34 чел. (2021 год).

## География
Деревня располагается в 14 км на северо-запад от административного центра сельского поселения — деревни Люльпаны.

## История
До 1 апреля 2014 года деревня входила в состав упразднённого сельского поселения Пижменское.

## Население
| 2010 | 2011 | 2012 | 2013 | 2015 | 2016 | 2018 |
| ---- | ---- | ---- | ---- | ---- | ---- | ---- |
| 65   | ↘64  | →64  | ↘58  | ↘35  | →35  | →35  |
| 2019 | 2020 | 2021 |      |      |      |      |
| →35  | →35  | ↘34  |      |      |      |      |

Национальный состав на 1 января 2013 г.:
| Национальность | Численность, чел. | Доля    |
| -------------- | ----------------- | ------- |
| всего          | 58                | 100,0 % |
| Марийцы        | 10                | 17,2 %  |
| Русские        | 47                | 81 %    |
| другие         | 1                 | 1,7 %   |

## Описание
Улично-дорожная сеть деревни имеет асфальтовое покрытие.
Жители проживают в индивидуальных домах, не имеющих централизованного водоснабжения и водоотведения. Деревня не газифицирована. Действует Больше-Убренский фельдшерско-акушерский пункт.